# AJAX.OOP
AJAX.OOP — это JavaScript фреймворк с открытым исходным кодом, распространяемым по лицензии MIT License. Предоставляет к использованию движок программирования в ООП-стиле для JavaScript и функциональность по обработке AJAX-запросов. Функциональность библиотеки может быть легко расширена благодаря ООП подходу. В то же время библиотека может успешно стать основой для других проектов.

## Библиотека JavaScript с парадигмой ООП
AJAX.OOP — быстрая и расширяемая JavaScript библиотека, которая предоставляет возможность создавать JavaScript/AJAX компоненты в контексте объектно-ориентированного подхода.
Основная особенность — сильная реализация парадигмы ООП, которая действительно имеет отличия от иных существующих реализаций. AJAX.OOP движок позволяет:
- Создавать классы
- Наследовать классы (как определённые в стиле AJAX.OOP, так и определённые обычным способом в JavaScript)
- Агрегировать классы (включая агрегацию себя и родителя через операторы доступа this.$_self and this.$_super)
- Определять конструкторы как они есть (имя конструкторов => 'constructor')
- Переопределять методы и свойства родительского класса (при этом родительские методы и свойства всегда доступны через оператор доступа this.$super)
- Получать доступ к любым свойствам и вызывать любые методы родительского класса из произвольного места дочернего класса (для чего используется оператор доступа this.$super)
- Пользоваться «нормальными» объектами с работающим оператором 'instanceof' и иными встроенными возможностями.